# Мирасема-ду-Токантинс
Мирасема-ду-Токантинс (порт. Miracema do Tocantins) — муниципалитет в Бразилии, входит в штат Токантинс. Составная часть мезорегиона Западный Токантинс. Входит в экономико-статистический микрорегион Мирасема-ду-Токантинс. Население составляет  20 684 человека на 2010 год. Занимает площадь 2 656,090 км². Плотность населения — 7,79 чел./км².
Праздник города — 25 августа.

## Демография
Согласно сведениям, собранным в ходе переписи 2010 г. Национальным институтом географии и статистики (IBGE), население муниципалитета составляет:
| Полное население                               | Полное население                               | Полное население                               | Полное население                               | 20 684 |
| ---------------------------------------------- | ---------------------------------------------- | ---------------------------------------------- | ---------------------------------------------- | ------ |
| в том числе:                                   | Городское население                            | 17 937                                         | Процент городского населения, %                | 86,72  |
|                                                | Сельское население                             | 2 747                                          | Процент сельского населения, %                 | 13,28  |
|                                                | Мужское население                              | 10 347                                         | Процент мужского населения, %                  | 50,02  |
|                                                | Женское население                              | 10 337                                         | Процент женского населения, %                  | 49,98  |
| Плотность населения, чел/км²                   | Плотность населения, чел/км²                   | Плотность населения, чел/км²                   | Плотность населения, чел/км²                   | 7,79   |
| Население муниципалитета в % к населению штата | Население муниципалитета в % к населению штата | Население муниципалитета в % к населению штата | Население муниципалитета в % к населению штата | 1,50   |

По данным оценки 2016 года население муниципалитета составляет 19 634 жителя.

## Статистика
- Валовой внутренний продукт на 2003 составляет 110.422.847,00 реалов (данные: Бразильский институт географии и статистики).
- Валовой внутренний продукт на душу населения на 2003 составляет 4.167,06 реалов (данные: Бразильский институт географии и статистики).
- Индекс развития человеческого потенциала на 2000 составляет 0,743 (данные: Программа развития ООН).

## Важнейшие населенные пункты
| № | Населённый пункт      | Населённый пункт (порт.) | Категория | Население чел. (2010) | На карте                        |
| - | --------------------- | ------------------------ | --------- | --------------------- | ------------------------------- |
| 1 | Мирасема-ду-Токантинс | Miracema do Tocantins    | город     | 17937                 | 9°33′43″ ю. ш. 48°23′57″ з. д.  |
| 2 | Ирман-Аделаиди        | Irmã Adelaide            | поселок   | 299                   | 10°00′52″ ю. ш. 48°32′50″ з. д. |
| 3 | Брежинью              | Brejinho                 | поселок   | 93                    | 9°41′43″ ю. ш. 48°35′32″ з. д.  |
| 4 | Витория               | Vitoria                  | поселок   | 83                    | 9°52′42″ ю. ш. 48°33′52″ з. д.  |
| 5 | Нова-Эсперанса        | Nova Esperança           | поселок   | 69                    | 9°58′22″ ю. ш. 48°35′36″ з. д.  |
| 6 | Униан                 | União                    | поселок   | 67                    | 9°46′59″ ю. ш. 48°38′20″ з. д.  |